# Ragnhild Mowinckel
Ragnhild Lillehagen Mowinckel (* 12. September 1992 in Molde) ist eine ehemalige norwegische Skirennläuferin. Sie startete in den Disziplinen Abfahrt, Super-G und Riesenslalom. Im Verlaufe ihrer Karriere gewann sie vier Weltcuprennen, zwei olympische Silbermedaillen und zwei WM-Bronzemedaillen.

## Biografie
Mowinckel ist das jüngste von drei Geschwistern. Sie erlernte das Skifahren im Alter von zwei Jahren und absolvierte das Skigymnasium in Oppdal. Im November 2007 ging sie als 15-Jährige erstmals bei FIS-Rennen an den Start. Ihren ersten Sieg auf dieser Stufe feierte sie am 3. Januar 2009 bei einem FIS-Riesenslalom in Oppdal. Bereits am 26. November 2008 hatte sie beim Riesenslalom von Trysil ihr Debüt im Europacup gegeben, verpasste dort aber mit Platz 49 die Punkteränge deutlich. Erstmals international in Erscheinung trat sie bei den Juniorenweltmeisterschaften 2010 in der Region Mont Blanc, wo sie Platz fünf in der Kombinationswertung und Platz neun im Riesenslalom belegte. Ab der Saison 2010/2011 startete sie regelmäßig im Europacup und gewann am 14. Februar 2011 ihre ersten Punkte in dieser Rennserie, als sie den Riesenslalom von Abetone auf Platz 13 beendete.
Am 3. Januar 2012 gab Mowinckel beim Slalom von Zagreb ihr Debüt im Weltcup, wo sie jedoch im ersten Durchgang ausschied. Erfolgreich verliefen für sie hingegen die Juniorenweltmeisterschaften 2012 im italienischen Roccaraso. Einem vierten Platz im Slalom folgte der Junioren-Weltmeistertitel im Riesenslalom sowie die Bronzemedaille im Super-G. Dadurch sicherte sich Mowinckel auch den deutlichen Sieg in der Kombinationswertung. Zum Abschluss der Saison gewann sie zwei norwegische Meistertitel (Riesenslalom und Slalom). Die ersten Weltcuppunkte holte sie am 7. Dezember 2012 mit Platz 16 in der Super-Kombination von St. Moritz. Drei Monate später nahm sie an den Weltmeisterschaften 2013 in Schladming teiil. Unmittelbar darauf gewann sie bei den Juniorenweltmeisterschaften 2013 die Silbermedaille im Riesenslalom und wiederholte ihren Sieg in der Kombination.
Ihre erste Top-10-Platzierung im Weltcup gelang Mowinckel mit Platz 8 im Riesenslalom von Beaver Creek am 1. Dezember 2013, was sie zwei Wochen später mit Platz 10 im Super-G von St. Moritz bestätigte. An gleicher Stelle gelangen ihr auch zwei Europacupsiege. 2014 gehörte Mowinckel zum norwegischen Aufgebot für die Olympischen Winterspiele in Sotschi und belegte am 10. Februar 2014 in ihrem ersten olympischen Rennen, der Super-Kombination, Rang sechs. Am 28. Dezember 2014 steigerte sie ihr bestes Weltcupergebnis im Riesenslalom von Kühtai auf einen fünften Platz. Nach einer eher enttäuschenden Saison 2015/16 mit nur einem Ergebnis unter den besten zehn zeigte sich Mowinckel im Winter 2016/17 wieder verbessert: Am 28. Dezember 2016 verpasste sie als Vierte des Riesenslaloms am Semmering ihren ersten Weltcup-Podestplatz nur um fünf Hundertstelsekunden und erreichte bei den Weltmeisterschaften 2017 in St. Moritz als Sechste des Super-Gs und Zehnte der Kombination zwei Top-Ten-Platzierungen.
Mowinckel fuhr am 16. Dezember 2017 im Super-G von Val-d’Isère auf den dritten Platz, was gleichbedeutend mit ihrer ersten Podestplatzierung in einem Weltcuprennen war. Es handelte sich auch um den ersten Podestplatz einer Norwegerin in dieser Disziplin seit dem Sieg von Ingeborg Helen Marken im März 1996. Diese Leistung bestätigte Mowinckel am 23. Januar 2018 mit Platz 2 im Riesenslalom von Kronplatz. Bei den Olympischen Winterspielen 2018 in Pyeongchang gewann sie die Silbermedaille im Riesenslalom, hinter Mikaela Shiffrin und vor Federica Brignone. Es war die erste Medaille einer Norwegerin bei Olympischen Alpinrennen seit Laila Schou Nilsen im Jahr 1936 in Garmisch-Partenkirchen. Eine weitere Silbermedaille kam in der Abfahrt hinzu, als sie sich zwischen Sofia Goggia und Lindsey Vonn klassierte. In der Kombination fuhr sie auf Platz 4. Am 9. März 2018 feierte Mowinckel im Riesenslalom von Ofterschwang ihren ersten Weltcupsieg;  es war dies der erste norwegische Sieg in dieser Disziplin seit jenem von Andrine Flemmen in Sölden im Jahr 2002.
Ähnlich erfolgreich war Mowinckel in der Saison 2018/19, mit zweiten Plätzen im Riesenslalom von Killington und im Super-G von Lake Louise sowie einem dritten Platz im Riesenslalom von Maribor. Bei den Weltmeisterschaften 2019 in Åre gewann sie hinter Wendy Holdener und Petra Vlhová die Bronzemedaille in der Kombination. Hervorragende Ergebnisse erzielte sie in drei weiteren WM-Rennen: Vierte im Riesenslalom, Fünfte in der Abfahrt und Sechste im Super-G. Kurz vor dem Weltcupfinale stürzte sie am 12. März 2019 im Abfahrtstraining in Soldeu und zog sich dabei einen Kreuzbandriss und eine Meniskusverletzung im rechten Knie zu. Unmittelbar vor Beginn der nächsten Saison erlitt sie Enden November einen weiteren Kreuzbandriss im selben Knie, so dass sie den ganzen Winter 2019/20 pausieren musste.
In der Saison 2020/21 etablierte sich Mowinckel wieder im Mittelfeld und erzielte zwei Top-10-Platzierungen. Bei den Weltmeisterschaften 2019 waren zwei neunte Plätze im Riesenslalom und in der Kombination ihre besten Ergebnisse. Den Anschluss an die Weltspitze fand sie wieder im Verlaufe der Saison 2021/22, als sie sich mit beständiger Regelmäßigkeit in den besten zehn klassierte. Nach zwei zweiten Plätzen im Super-G von Val-d’Isère und in der Abfahrt von Crans-Montana gewann sie am 17. März 2022 den Super-G beim Weltcupfinale in Courchevel. In der Saison 2022/23 gewann Mowinckel den Super-G von Cortina d’Ampezzo; hinzu kamen ein zweiter Platz im Riesenslalom von Kronplatz und zwei dritte Plätze in den Super-Gs von Lake Louise und Soldeu. Am Ende des Winters belegte sie in der Super-G-Disziplinenwertung den dritten Platz. Bei den Weltmeisterschaften 2023 gewann sie im Riesenslalom die Bronzemedaille.
Zum Auftakt zum Alpinen Skiweltcup 2023/24 wurden beim Riesenslalom von Sölden am 28. Oktober 2023 Mowinckels Skier positiv auf die neu verbotenen fluorhaltigen Skiwachse getestet, was zu ihrer Disqualifikation führte. Als Grund stellte sich ein verunreinigtes Werkzeug bei der Präparierung heraus. Im weiteren Verlauf des Winters fuhr Mowinckel zehnmal unter die besten zehn. Darunter war am 27. Januar 2024 der Sieg in der Cortina d’Ampezzo. Einen Monat später, am 26. Februar, gab Mowinckel ihren Rücktritt vom Rennsport per Ende der Saison bekannt. Ihr letztes Weltcuprennen bestritt sie am 23. März in Saalbach-Hinterglemm.

## Persönliches
Im April 2023 gab Mowinckel ihre Verlobung mit Mathias Tangenes bekannt.

## Erfolge

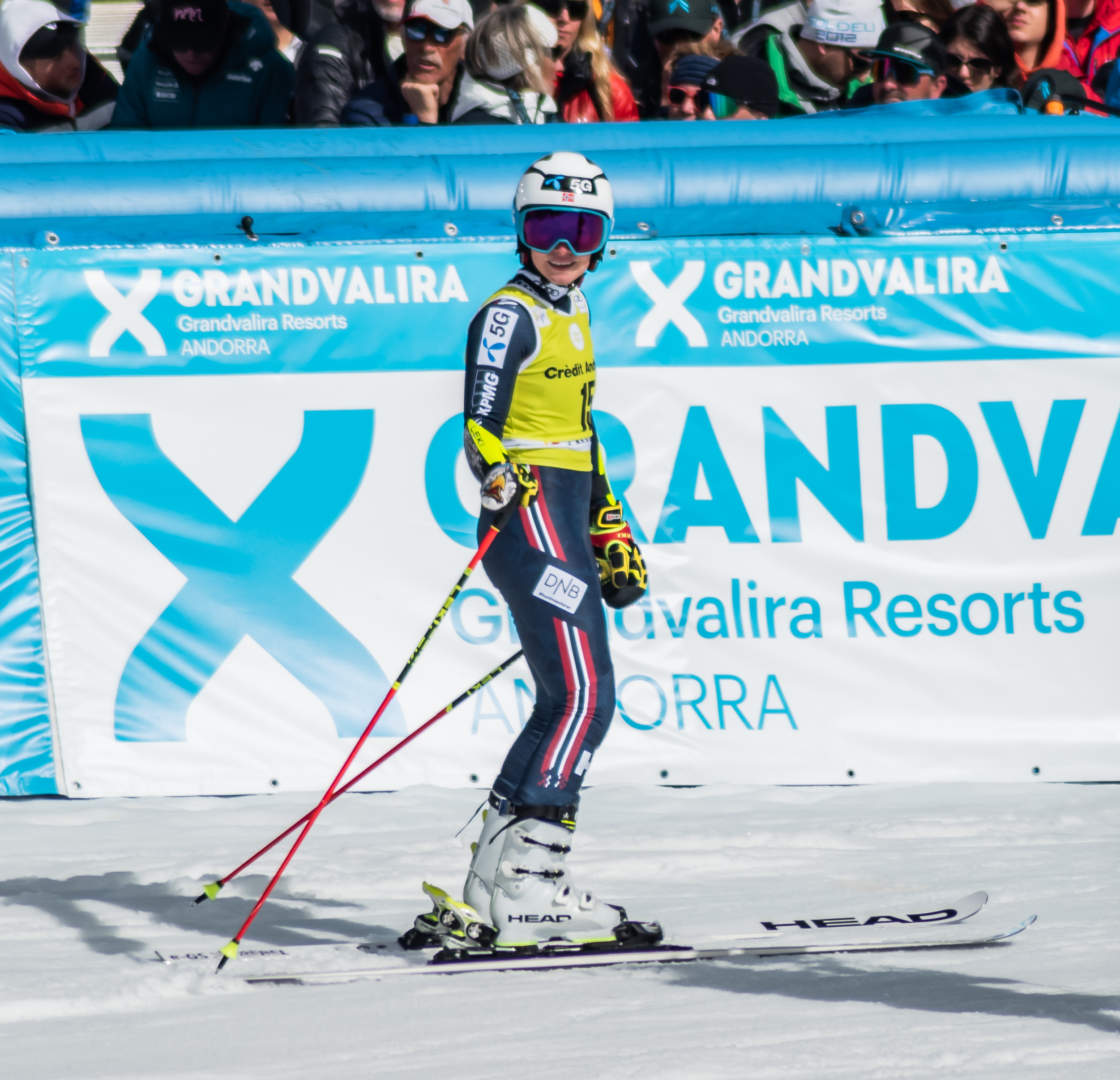
Mowinckel beim Weltcupfinale 2023 in Soldeu

### Olympische Spiele
- Sotschi 2014: 6. Super-Kombination, 19. Super-G, 27. Abfahrt
- Pyeongchang 2018: 2. Riesenslalom, 2. Abfahrt, 4. Alpine Kombination, 13. Super-G
- Peking 2022: 5. Riesenslalom

### Weltmeisterschaften
- Schladming 2013: 17. Super-Kombination, 21. Riesenslalom, 27. Abfahrt
- Vail/Beaver Creek 2015: 5. Mannschaft, 9. Kombination, 18. Riesenslalom, 20. Super-G, 25. Abfahrt
- St. Moritz 2017: 6. Super-G, 10. Kombination, 18. Riesenslalom, 20. Abfahrt
- Åre 2019: 3. Alpine Kombination, 4. Riesenslalom, 5. Abfahrt, 6. Super-G
- Cortina d’Ampezzo 2021: 9. Alpine Kombination, 9. Riesenslalom, 10. Abfahrt, 12. Super-G
- Méribel 2023: 3. Riesenslalom, 5. Super-G, 10. Abfahrt

### Weltcup
- 14 Podestplätze, davon 4 Siege:

| Datum           | Ort               | Land        | Disziplin    |
| --------------- | ----------------- | ----------- | ------------ |
| 9. März 2018    | Ofterschwang      | Deutschland | Riesenslalom |
| 17. März 2022   | Courchevel        | Frankreich  | Super-G      |
| 22. Januar 2023 | Cortina d’Ampezzo | Italien     | Super-G      |
| 27. Januar 2024 | Cortina d’Ampezzo | Italien     | Abfahrt      |

### Weltcupwertungen
| Saison  | Gesamt                                           | Gesamt                                           | Abfahrt                                          | Abfahrt                                          | Super-G                                          | Super-G                                          | Riesenslalom                                     | Riesenslalom                                     | Slalom                                           | Slalom                                           | Kombination                                      | Kombination                                      |
| Saison  | Platz                                            | Punkte                                           | Platz                                            | Punkte                                           | Platz                                            | Punkte                                           | Platz                                            | Punkte                                           | Platz                                            | Punkte                                           | Platz                                            | Punkte                                           |
| ------- | ------------------------------------------------ | ------------------------------------------------ | ------------------------------------------------ | ------------------------------------------------ | ------------------------------------------------ | ------------------------------------------------ | ------------------------------------------------ | ------------------------------------------------ | ------------------------------------------------ | ------------------------------------------------ | ------------------------------------------------ | ------------------------------------------------ |
| 2011/12 | Nahm an Weltcuprennen teil ohne Punkte zu holen. | Nahm an Weltcuprennen teil ohne Punkte zu holen. | Nahm an Weltcuprennen teil ohne Punkte zu holen. | Nahm an Weltcuprennen teil ohne Punkte zu holen. | Nahm an Weltcuprennen teil ohne Punkte zu holen. | Nahm an Weltcuprennen teil ohne Punkte zu holen. | Nahm an Weltcuprennen teil ohne Punkte zu holen. | Nahm an Weltcuprennen teil ohne Punkte zu holen. | Nahm an Weltcuprennen teil ohne Punkte zu holen. | Nahm an Weltcuprennen teil ohne Punkte zu holen. | Nahm an Weltcuprennen teil ohne Punkte zu holen. | Nahm an Weltcuprennen teil ohne Punkte zu holen. |
| 2012/13 | 84.                                              | 32                                               | –                                                | –                                                | 37.                                              | 17                                               | –                                                | –                                                | –                                                | –                                                | 27.                                              | 15                                               |
| 2013/14 | 48.                                              | 134                                              | 48.                                              | 7                                                | 21.                                              | 62                                               | 28.                                              | 45                                               | –                                                | –                                                | 13.                                              | 20                                               |
| 2014/15 | 32.                                              | 214                                              | 32.                                              | 32                                               | 24.                                              | 62                                               | 11.                                              | 120                                              | –                                                | –                                                | –                                                | –                                                |
| 2015/16 | 36.                                              | 269                                              | 31.                                              | 34                                               | 22                                               | 82                                               | 24.                                              | 84                                               | –                                                | –                                                | 9.                                               | 69                                               |
| 2016/17 | 20.                                              | 399                                              | 29.                                              | 56                                               | 20.                                              | 88                                               | 10.                                              | 188                                              | –                                                | –                                                | 9.                                               | 67                                               |
| 2017/18 | 8.                                               | 849                                              | 8.                                               | 208                                              | 10.                                              | 236                                              | 4.                                               | 371                                              | –                                                | –                                                | 40.                                              | 15                                               |
| 2018/19 | 7.                                               | 675                                              | 23.                                              | 85                                               | 5.                                               | 247                                              | 6.                                               | 277                                              | 38.                                              | 40                                               | 10.                                              | 26                                               |
| 2020/21 | 29.                                              | 230                                              | 24.                                              | 58                                               | 16.                                              | 92                                               | 19.                                              | 80                                               | –                                                | –                                                | –                                                | –                                                |
| 2021/22 | 4.                                               | 880                                              | 6.                                               | 274                                              | 4.                                               | 353                                              | 7.                                               | 253                                              |                                                  |                                                  | –                                                | –                                                |
| 2022/23 | 6.                                               | 903                                              | 10.                                              | 226                                              | 3.                                               | 366                                              | 9.                                               | 311                                              |                                                  |                                                  | –                                                | –                                                |
| 2023/24 | 11.                                              | 664                                              | 12.                                              | 200                                              | 8.                                               | 247                                              | 13.                                              | 217                                              |                                                  |                                                  | –                                                | –                                                |

### Europacup
- Saison 2012/13: 8. Super-G-Wertung
- Saison 2013/14: 7. Abfahrtswertung
- 4 Podestplätze, davon 3 Siege:

| Datum             | Ort        | Land     | Disziplin |
| ----------------- | ---------- | -------- | --------- |
| 15. März 2013     | Sotschi    | Russland | Super-G   |
| 18. Dezember 2013 | St. Moritz | Schweiz  | Abfahrt   |
| 18. Dezember 2013 | St. Moritz | Schweiz  | Super-G   |

### Juniorenweltmeisterschaften
- Mont Blanc 2010: 5. Kombination, 9. Riesenslalom, 13. Abfahrt, 26. Slalom, 35. Super-G
- Crans-Montana 2011: 19. Abfahrt
- Roccaraso 2012: 1. Riesenslalom, 1. Kombination, 3. Super-G, 4. Slalom
- Québec 2013: 1. Kombination, 2. Riesenslalom, 5. Super-G, 10. Slalom, 14. Abfahrt

### Weitere Erfolge
- 8 norwegische Meistertitel (Abfahrt 2016, Super-G 2016, Riesenslalom 2012, 2017 und 2018, Slalom 2012, Kombination 2013 und 2016)
- 2 norwegische Juniorenmeistertitel (Slalom und Riesenslalom 2011)
- 3 Siege im Australia New Zealand Cup
- 15 Siege in FIS-Rennen